# Фалшер (Тексас)
Фалшер (енгл. Fulshear) град је у америчкој савезној држави Тексас. По попису становништва из 2010. у њему је живело 1.134 становника.

## Демографија
Према попису становништва из 2010. у граду је живело 1.134 становника, што је 418 (58,4%) становника више него 2000. године.
| Група             | 2000.       | 2010.       |
| Белци             | 373 (52,1%) | 700 (61,7%) |
| Афроамериканци    | 172 (24,0%) | 179 (15,8%) |
| Азијати           | 5 (0,7%)    | 23 (2,0%)   |
| Хиспаноамериканци | 161 (22,5%) | 197 (17,4%) |
| Укупно            | 716         | 1.134       |